# Festival TV ABU de la chanson 2012

Pays participants
Pays participants
Pays s'étant retirés

Le Festival TV ABU de la chanson 2012 (officiellement ABU TV Song Festival 2012) a eu lieu au KBS Concert Hall dans la capitale sud-coréenne, Séoul, le 14 octobre 2012, avec la participation de 11 pays de la région Asie-Pacifique. Il a coïncidé avec la 49e Assemblée Générale de l'Union de radio-télévision Asie-Pacifique qui a également eu lieu dans la capitale sud-coréenne.

## Pays participants
Onze pays ont participé au premier Festival TV ABU de la chanson. Au début, il devait y avoir douze pays participants, mais la Mongolie s'est retirée du festival le 14 septembre 2012 ; la chanson qui allait représenter ce pays était "Nudnii shil" (Ombre), interprétée par Naran.

## Chansons
| #  | Pays         | Artiste(s)                           | Chanson              | Langue          | Traduction en français      |
| -- | ------------ | ------------------------------------ | -------------------- | --------------- | --------------------------- |
| 01 | Singapour    | Taufik Batisah                       | "Usah Lepaskan"      | Malais          | "Ne pas lâcher"             |
| 02 | Australie    | Havana Brown                         | "We Run the Night"   | Anglais         | "Nous avons dominé la nuit" |
| 03 | Sri Lanka    | Arjuna Rookantha & Shanika Madhumali | "Me Jeewithe (මේජීවිතේ)" | Cingalais       | "Cette vie"                 |
| 04 | Malaisie     | Hafiz                                | "Awan Nano"          | Malais          | "Nano-nuages"               |
| 05 | Viêt Nam     | Lê Việt Anh                          | "Mây"                | Vietnamien      | "Nuage"                     |
| 06 | Japon        | Perfume                              | "Spring Of Life"     | Japonais        | "Source de vie"             |
| 07 | Hong Kong    | Alfred Hui (許廷鏗)                  | "Ma Ngai (螞蟻)"     | Cantonais       | "La Fourmi"                 |
| 08 | Indonésie    | Maria Calista                        | "Karena Ku Sanggup"  | Indonésien      | "Parce que je peux"         |
| 09 | Chine        | Cao Fujia (曹芙嘉)                   | "Qian gua (牵挂)"    | Mandarin        | "Ne vous inquiétez pas"     |
| 10 | Afghanistan  | Hameed Sakhizada (حمید سخی زاده)     | "Folk Music"         | Persan          | "Musique folk"              |
| 11 | Corée du Sud | TVXQ                                 | "Catch Me"           | Anglais, coréen | "Attrape-moi"               |

## Radiodiffusion internationale
Chaque pays participant est invité à diffuser le festival à travers son réseau et à fournir une rétroaction dans les langues indigènes. Le festival n'a pas été diffusé en direct, mais chaque chaîne de télévision a déclaré que les pays participants ont relayé le festival entre octobre et novembre 2012 avec une audience estimée à 2 milliards de personnes. Le festival peut également être diffusé par n'importe quelle chaîne de télévision appartenant à l'Union de radio-télévision Asie-Pacifique.
| Pays         | Organisme                     | Acronyme  |
| ------------ | ----------------------------- | --------- |
| Afghanistan  | Radio Television Afghanistan  | RTA       |
| Australie    | Special Broadcasting Service  | SBS       |
| Chine        | Zhōngguó Zhōngyāng Diànshìtái | CCTV      |
| Hong Kong    | Television Broadcasts Limited | TVB       |
| Indonésie    | Televisi Republik Indonesia   | TVRI      |
| Japon        | Nippon Hoso Kyokai            | NHK       |
| Malaisie     | Radio Television Malaysia     | RTM       |
| Singapour    | MediaCorp                     | MediaCorp |
| Sri Lanka    | MTV Channel (Pvt) Ltd         | MTV       |
| Viêt Nam     | Vietnam Television            | VTV       |
| Corée du Sud | Korean Broadcasting System    | KBS       |